# Cionomene
Cionomene és un gènere amb unes espècies de plantes de flors pertanyents a la família Menispermaceae originàries del Brasil.

## Espècies seleccionades
- Cionomene javariensis B.A.Krukoff